# Catocala coerulescens
Catocala coerulescens är en fjärilsart som beskrevs av Cockerell. Catocala coerulescens ingår i släktet Catocala och familjen nattflyn. Inga underarter finns listade i Catalogue of Life.